# Малореченка (селище)
Малореченка (рос. Малореченка) — селище у Коченевському районі Новосибірської області Російської Федерації.
Входить до складу муніципального утворення Цілинна сільрада. Населення становить 228 осіб (2010).

## Історія
Згідно із законом від 2 червня 2004 року органом місцевого самоврядування є Цілинна сільрада.

## Населення
| 2002 | 2007 | 2010 |
| ---- | ---- | ---- |
| 251  | ↗252 | ↘228 |